# San Rafael, Ibiza
San Rafael (katalanska: Sant Rafel) är en stad i kommunen Sant Antoni de Portmany på ön Ibiza, Spanien. Den ligger mitt på Ibiza. 